# 4753 Phidias
4753 Phidias este un asteroid din centura principală, descoperit pe 16 octombrie 1977 de Cornelis van Houten și Tom Gehrels.